# Фернандо Артуро де Меріньйо
Фернандо Артуро де Меріньйо (9 січня 1833 — 20 серпня 1906) — домініканський архієпископ і політичний діяч, президент країни у 1880–1882 роках.